# 横瀬貞国
横瀬 貞国（よこせ さだくに）は、江戸時代中期の高家旗本。高家横瀬家（表高家）2代当主。

## 略歴
貞享4年（1687年）、横瀬貞顕の長男として誕生。正室は品川伊氏娘。
元禄12年（1700年）10月13日、5代将軍・徳川綱吉に御目見する。表高家に列する。享保14年（1729年）3月26日、父・貞顕の隠居により、家督を相続する。
享保19年（1734年）2月18日、死去。享年48。